# Adrian Robinson (Schwimmer)
Adrian Robinson (* 11. April 2000) ist ein botswanischer Schwimmer.

## Leben
Im Alter von 10 Jahren zog Robinson mit seiner Familie nach Kanada. Später besuchte er die High School in Südafrika und qualifizierte sich für die Weltmeisterschaften 2017 in Budapest. Es folgten eine Teilnahme an den Afrikaspielen 2019 sowie weitere WM-Teilnahmen. Durch das World Aquatics Scholarship Programme zog Robinson nach Budapest und konnte bei den  Afrikaspielen in Accra im März 2024 zwei Bronzemedaillen gewinnen. Zudem nahm er an den Olympischen Sommerspielen 2024 in Paris teil. Dort belegte er im Wettkampf über 100 m Brust Platz 27.